# HTR3A
مُستقبِل 5-هيدروكسي التريبتامين 3A (اختصارًا HTR3A) هو هرمونٌ بشريٌ يُشَفِّره الجين HTR3A.
تنتمي نواتج هذا الجين إلى عائلة المستقبلات الأيونوتروبيَّة. يقوم هذا الجين بترميز الوحدة الفرعية A من المستقبلات من النوع 3 إلى السيروتونين، والسيروتونين هرمونٌ حيويٌ يعمل ناقلًا عصبيًا وميتوجين. يُسبب هذا المستقبل استجابات سريعة لإزالة استقطاب الخلايا العصبية بعد نشاطها.

## روابط خارجية
- HTR3A+protein,+human في المكتبة الوطنية الأمريكية للطب نظام فهرسة المواضيع الطبية (MeSH).

تتضمن هذه المقالة نصوصًا مترجمة من نصوص منقولة من المكتبة الوطنية الأمريكية للطب، والتي تعد ملكية عامة.